# 1963년 뉴욕 영화 비평가 협회상
제29회 뉴욕 영화 비평가 협회상은 1963년 영화를 대상으로 하는 시상식이다.

## 수상 및 후보

### 작품상
- 톰 존스의 화려한 모험

### 감독상
- 톰 존스의 화려한 모험 - 토니 리처드슨 수상

### 여우주연상
- 허드 - 패트리샤 닐 수상

### 남우주연상
- 톰 존스의 화려한 모험 - 앨버트 피니 수상

### 외국영화상
- 8과 1/2